# ریخت‌شناسی حشرات
به مطالعه و توصیف کالبد حشره‌ها، ریخت‌شناسی حشرات گفته می‌شود.
به دلیل پیشینه فرگشتی مشترک اصطلاحات استفاده شده برای توصیف حشرات شبیه به واژگان به‌کاررفته برای دیگر بندپایان است.
سه ویژگی جسمانی، حشرات را از دیگر بندپایان جدا می‌کند: بدن آن‌ها به سه قسمت (بند) تقسیم شده (سر، سینه‌گاه و شکم)، و سه جفت پا و اندامگان دهانی در خارج از پوشینهٔ سر دارند. این جایگاه اندامگان دهانی است که آنها را از نزدیک‌ترین بستگان خود ازجمله شش‌پایان غیرحشره، سرقیفی‌ها، دودُنبی‌ها، و دم‌فنری‌ها جدا می‌کند.
ویژگی‌های جسمانی حشرات عبارت است از:  بدن کشیده و استوانه‌ای، تقارن دو طرفه‌ای، بدن سه قسمتی، دارا بودن دو جفت بال، و نشو نمای آنها همراه با دگردیسی.
حشرات جزو بندپایان تراشه‌دار هستند که بدنشان حلقه حلقه بوده و از سه بخش اصلی سر، سینه‌گاه (قفسه سینه) و شکم تشکیل شده‌است. سر از بهم پیوستن چندین حلقه (metamere) تشکیل شده و دارای اعضای حسی مهم مانند شاخک‌ها، چشم‌ها و قطعات دهانی است. سینه‌گاه از سه حلقه مشخص که هر یک دارای یک جفت پای بند بند و حلقه دوم و سوم دارای یک جفت بال تشکیل شده است. شکم در اصل دارای یازده حلقه و بدون پیوست حرکتی است.
جزئیات بخش‌های بدن حشرات:

## پوست
جنس بدن حشرات از کوتیکول (Cuticle) است که ماده‌ای کیتینی است و بخش غیر زنده پوست حشرات را تشکیل می‌دهد. بخش زنده پوست حشرات Hypodermis نامیده می‌شود.
کوتیکول از بیرون به درون از سه لایه: اپی کوتیکول، اگزوکوتیکول و اندوکوتیکول) ,Epicuticle ,Exocuticle Endocuticle (تشکیل شده‌است.
اپی کوتیکول از جنس گوگرد، مواد چربی و ترکیبات ازته بوده و همچنین مواد دیگری مانند سیمان Cement و موم را در خود دارد.
اپی کوتیکول مقاومت را در پوست برای حفظ حرارت و رطوبت ایجاد می‌کند. این بخش در سوسری و برخی حشرات چندین لایه دارد.
اگزوکوتیکول از کیتین و آرتروپودین (پروتئین مخصوص بندپایان) تشکیل شده‌است.
لایه اندوکوتیکول از نظر ساختاری شبیه اگزوکوتیکول است با این تفاوت که این لایه دارای رنگدانه می‌باشد. در زیر اندوکوتیکول غشای بسیار نازکی تحت عنوان Formation zone قرار دارد که پس از آن به اپیدرمیس خواهیم رسید.
روپوست (اپیدرمیس): این بخش از یک لایه سلول اپیدرمی مکعبی تشکیل شده‌است که وظیفه آن ترشح لایه‌های مختلف کوتیکول می‌باشد.
سلول‌های اپیدرمی بر روی یک غشای پایه تحت عنوان Basement membrane قرار می‌گیرد که رگهای خونی و اعصاب از طریق غشاء پایه ای با سلول‌های اپیدرمی در ارتباط است.

## سر
سر در حشرات از اتصال شش حلقه به وجود آمده‌است که ممکن است به صورت گرد بیضی مثلثی و غیره باشد. سر کپسولی است که محتوی مغز و ماهیچه‌های قطعات دهان است. اسکلت داخلی سر از جنس کوتیکول بوده به شکل X یا H که دارای یک جفت بازوی جلویی و یک جفت بازوی عقبی نیز می‌باشد که ماهیچه‌های سر و قطعات دهانی به آن متصل می‌شود، به اسکلت داخلی تانتورویم گفته می‌شود.
سر در حشرات به اشکال مختلف کروی، بیضی، مثلثی، استوانه‌ای و قلبی مشاهده می‌شود و دارای یک سوراخ دهانی، محل شروع لوله گوارش و یک سوراخ پشتی است که محل عبور مری و زنجیر عصبی است. پوشینه (کپسول) سر به صورت قطعه یگانه‌ای است که دربرگیرنده مغز و ماهیچه‌های ضمائم سر است. فضای داخلی آن دارای قطعات کیتینی است به نام تانتوریم که با لبه‌های داخلی اسکلریت‌ها مجموعه اسکلت داخلی سر را تشکیل می‌دهد که دارای یک بازوی عقبی و دو بازوی جلویی است که از نظر اتصال ماهیچه‌های آرواره‌های بالا و پائین و همچنین انبساط بخش جلوی لوله گوارش اهمیت دارد.
سر یا اولین بخش بدن، در حشرات عبارت از یک کپسول کوتیکولی به نسبت سختی است که در جلو دارای حفره دهانی و در عقب دارای سوراخ پس‌سری است و از این سوراخ آئورت، لوله گوارش، زنجیر عصبی و لوله‌های تنفسی گذشته وارد سر می‌شوند.
پوست سر در تمام سطوح به‌طور کامل سخت گردیده و اسکلت بیرونی یا جمجمه را به وجود می‌آورد. سر در مرحله جنینی از به هم پیوستن چندین حلقه که تعداد آنها طبق نظر بیشتر متخصصان ۶ عدد بوده، به وجود آمده‌است. این حلقه‌ها به گونه‌ای به هم دیگر متصل شده‌اند که از بیرون به هیچ وجه آثار اتصال آنها مشخص نیست. خطوط موجود در کپسول سر که در جهت‌های مختلف کشیده شده‌اند اغلب درزهایی هستند که بیانگر حد فاصل قطعات کوتیکولی درونی بوده و هیچگونه ارتباطی با حلقه‌های تشکیل‌دهنده سر ندارند. بررسی‌های جنین‌شناسی و کالبدشناسی نشان می‌دهد که سر در حشرات مانند سخت‌پوستان در دورهٔ جنینی به‌طور کلی از آکرون یا بخش پیشین سر و مجموع حلقه‌های پیش‌سر یا پروسفالون و حلقه‌های دهان سر یا گناتوسفالون تشکیل شده‌است. آکرون که در مرحله رشد جنینی، قسمت جلویی سر را به وجود می‌آورد در همه بندپایان دیده می‌شود. در این مرحله رشدی، به دنبال آکرون به ترتیب حلقه‌های پیش سر و دهان سر به هم دیگر می‌چسبند.
سر در حشرات دارای نواحی مختلفی به شرح زیر است:
1. ناحیه Vertex (فرق سر): در بالاترین قسمت سر قرار دارد.
2. ناحیه Front (پیشانی): بین چشم‌های مرکب
3. ناحیه Occiput (پشت سر): بین سر و گردن
4. ناحیه Gena (گونه): در زیر چشم‌های مرکب
5. ناحیه Tempora (گیجگاه): پشت چشم مرکب
6. ناحیه Clypeus (قطعه زیر پیشانی): در بالای قطعات دهان و زیر پیشانی

سر حشرات نسبت به محور طولی بدن ممکن است به فرم‌های مختلف قرار بگیرد که از این لحاظ حشرات را به سه گروه تقسیم می‌کنند:
1. Prognathus: حشراتی که سر در آنها در امتداد محور طولی بدن قرار می‌گیرد. مانند گوشخیزک و سوسری.
2. Hypognathus (اورتوگناتوس): سر در این حالت عمود بر محور طولی بدن و قطعات دهانی در زیر سر قرار می‌گیرد.
3. Opisthagnothus: در این حالت سر نسبت به محور طولی بدن تقریباً متمایل به عقب است و قطعه دهانی (خرطوم) در زیر سر و در حد فاصل بین پاها کشیده شده‌است. مانند: سن گندم که قطعه دهانی آن در زیر سر و محل اتصال پاها قرار دارد.

### پیوست‌های سر
شاخک Antenna: تمام حشرات دارای یک جفت شاخک اند که در واقع اندام حسی بوده که ممکن است حاوی موهای گیرنده حس چشایی، بویایی، لامسه و شنوایی باشد.
شاخک در حشرات از ۳ قسمت کلی تشکیل شده‌است که از داخل به خارج شامل:
1. Scape: عریض‌ترین قسمت شاخک است.
2. Pedicel: بخش دوم تاژک است، در برخی از حشرات

مانند مگس خانگی و پشه ممکن است حاوی اندام خاصی به نام جانستون باشد.
3. Flagellum (تاژک): که از پدیکل تا انتهای شاخک را شامل می‌شود.
اشکال مختلف شاخک در حشرات عبارت است از:
1. شاخک نخی (Filiform): که طول آن کوتاه و از ابتدا تا انتها یکسان است. مانند ملخ شاخک کوتاه، خانواده Acrididae
2. شاخک مویی Setaceous: طول شاخک بلند و شاخک به سمت انتها باریک می‌شود. مانند سوسری.
3. شاخک Moniliform: بندهای شاخک گرد و برجسته و در کنار هم قرار می‌گیرند. مانند موریانه.
4. شاخک سنجاقی Capitate: به حالت باریک و در انتها دارای برجستگی است. مانند پروانه‌های روزپرواز.
5. شاخک اره‌ای Serrata: هر یک از بندهای شاخک از قائده باریک و در انتها پهن شده و حاشیه نوک تیز بندها از حاشیه شاخک خارج می‌شود. در برخی از سوسک‌ها مانند Buprestidae.
6. شاخک ورقه‌ای Lamellate: در این نوع شاخک بند انتهایی شاخک بصورت ورقه ورقه ای روی هم قرار می‌گیرد. مانند سوسک‌های خانواده Scarabeidea.

۷. شانه‌ای Pectinate: کناره خارجی هر یک از بندهای شاخک دارای یک زائده شاخه مانند است که ممکن است از یک طرف شاخک خارج شده باشد یا ممکن است زوائد شاخه ای در ۲ طرف شاخک دیده شود که به آن Bipectinate یا شاخه ای ۲ طرفه گویند. مانند پروانه کرم ابریشم.
۸. شاخک میله‌دار Stylet: مفصل سوم یا انتهای شاخک مجهز به یک زائده میله ای شکل تحت عنوان Stylet می‌باشد. مانند مگس خانگی.
۹. شاخک مودار Aristate: شاخک کوتاه و۳ بندی و در انتها دارای یک زائده مو مانند (پروش) می‌باشد.
| مودار  | سنجاقی     | کلافی  | نخی   | Flabellate | زانویی  | مویی |
| ورقه‌ای | Moniliform | شانه‌ای | پروار | اره‌ای      | میله‌دار | مویی |

## قطعات دهانی
بسته به نوع رژیم غذایی قطعات دهان ممکن است به تیپ‌های مختلفی در حشرات دیده شود.
قطعه دهانی جونده – ساینده: که مخصوص حشراتی است که از مواد جامد تغذیه می‌کنند. شامل لب بالا Laprum، آرواره بالا Mandible، آرواره پایینی Maxible و لب پایین Lapium می‌باشد. وظیفه آرواره بالا خرد کردن و له کردن مواد غذایی است.
قطعه دهانی زننده – مکنده: در این نوع قطعه آرواره بالا و پایین در هم ادغام شده و تبدیل به لوله باریکی شده که حشره از آن جهت تغذیه از شیره گیاهی یا خون استفاده می‌کند. مانند سن گندم و شته.

## چشم
انواع چشم در حشرات:
چشم مرکب Compounideye: دارای بیش از یک عدد اوماتیدی یا مواد بینایی است مثلاً در سنجاقک واحد بینایی ممکن است به ۲۸۰۰۰ عدد برسد. چشم مرکب دارای قرنیه (از جنس کونیکول) عدسی، عنبیه، رابدوم (محور بینایی) که به عصب‌های بینایی درمغز متصل است می‌باشد.
چشم ساده Ocelli: از نظر تعداد ممکن است از ۱ تا ۳ عدد باشد.
محل قرار گرفتن آنها حدفاصل بین چشم‌های مرکب است. وظیفه آن تقویت بینایی بوده که به شدت و ضعف نور حساس است.

## سینه
در حشرات، سینه‌گاه جزو سه قسمت اصلی بدن آنهاست و قسمتی است که بال‌های حشرات به پاهای آنان متصل می‌شود.
در حشرات سینه‌گاه از سه بخش قفسه پیش‌سینه prothorax، میان‌سینه mesothorax و پس‌سینه metathorax تشکیل شده‌است.
به هر یک از این بخش‌های یادشده یک جفت پا و در حشرات بالدار به میان‌سینه و پس‌سینه، هر کدام یک جفت بال متصل است. به همین دلیل به حشرات شش‌پا گفته می‌شود. به سینه دوم و سوم یک جفت بال متصل است. در حشرات امروزی پیش‌سینه فاقد بال است، هر چند که نمونه‌های فسیلی حاکی از وجود یک جفت بال نیز در حشرات قدیمی است. پاها نیز دارای ساختمان مفصلی و بند بند هستند. همچنین سینه‌گاه از بند دوم و گاهی از بند اول در هر بند دارای یک زوج سوراخ تنفسی می‌باشند که تا بندهای انتهایی شکم (هشتم) به همین شکل ادامه پیدا می‌کنند.
در برخی از حشرات مانند راسته دوبالان بال عقب تحلیل رفته تبدیل به اندامی توازن‌گر شده که وظیفه آن حفظ تعادل بدن در هنگام پرواز است.

## پا
بندهایی در پای حشرات که از محل اتصال به بدن به سمت انتها دیده می‌شود شامل بند پسران (Coxa) که محل اتصال پا به بدن می‌باشد، بعد از آن بند پیشران (Trochanter) که معمولاً دارای ماهیچه‌های قوی بوده و قطورترین بند پا است. سپس بند ران (Famer) می‌باشد. بعد از آن ساق (Tibia) که دارای خارهای قوی است، سپس پنجه پا (Tarsus) که بند بند است و تعداد بندهای آن در تشخیص بسیار حائز اهمیت است. پنجه پا در انتها به ناخن ختم می‌شود.
پا در حشرات به چند گروه تقسیم می‌شود:
1. پای دونده: در این گونه ران و ساق پا نازک و بلند است مثل سوسری، در نتیجه پاهای سوسری باعث حرکت سریع می‌شود.
2. پای کننده: ساق و پنجه پای جلویی پهن شده و به صورت یک پیچه درآمده، مانند آبدزدک.
3. پای جهنده: ساق و ران پای عقب بلند و کشیده‌است. مانند ملخ.
4. پای شکارگری: در این نوع پا ران و ساق پای جلو، مجهز به خارهای قوی شده که از آن جهت نگهداری شکار استفاده می‌شود. مانند آخوندک.
5. پای شناوری: ران و ساق پا مجهز به موهای بلند و پارو مانند است که جهت شنای حشره در محیط آبی سازگار شده‌است. مثل سن‌های آبزی.